# Liga de Fútbol Valle del Chubut
La Liga de Fútbol Valle del Chubut, popularmente conocida como Liga del Valle, es una liga regional de fútbol argentina que nuclea a equipos de localidades del Valle inferior del Río Chubut (Trelew, Rawson, Gaiman y Dolavon) y de la ciudad de Puerto Madryn. Es, junto a la Liga de Fútbol de Comodoro Rivadavia y la Liga de Fútbol del Oeste del Chubut, una de las tres ligas regionales del Chubut.
Con sede en la ciudad de Trelew, organiza los campeonatos de la zona desde el año 1942, siendo sucesora de la Asociación Deportiva del Chubut (1930-1942), y esta a su vez de la Asociación de Football del Chubut (1926-1929).
Como el resto de las innumerables ligas regionales de la Argentina, sus clubes participan del sistema de categorías del fútbol argentino a través de los certámenes organizados por el Consejo Federal de Fútbol, órgano intermediario de la AFA, a la cual los equipos participantes de las ligas regionales están indirectamente afiliados.
El único club que ha representado a la liga en torneos de Primera División es el Club Atlético Independiente, de la ciudad de Trelew, que en 1972 ganó el Torneo Regional y obtuvo la clasificación al Torneo Nacional 1972. Otros equipos liguistas participan o han participado de torneos federales como la Primera B Nacional, el Torneo Argentino A, el Torneo Argentino B y Torneo del Interior.

## Historia
La Liga de Fútbol Valle del Chubut fue creada el 15 de agosto de 1942 (bajo el nombre de Asociación de Football del Valle del Chubut) y reemplazó a la hasta entonces rectora Asociación Deportiva del Chubut, que organizaba los campeonatos entre equipos de la zona desde el año 1930. Las entidades fundadoras fueron el Club Social y Deportivo Madryn, el Club Atlético Germinal, el Racing Club, el Club Atlético Independiente, el Club Social y Deportivo Dolavon y el Club Argentinos del Sud, que reunidos en la ciudad de Trelew eligieron al Señor Ángel Antonio Vázquez como primer presidente.

### Fútbol femenino
En 2013 se comienza a evaluar la idea de contar con una división de fútbol femenino en la liga. El 5 de abril del año siguiente se hace público el interés de cuatro equipos para crear un torneo, Defensores de La Ribera, Germinal, Ever Ready y Deportivo Dolavon.
La primera edición del torneo comenzó en mayo del mismo año con la participación de Independiente, Los Aromos, Barraca Central, Defensores de la Ribera, Germinal, Alberdi, Racing, Deportivo Madryn, Ever Ready y Huracán. El certamen es regulado por el Consejo Federal, órgano interno de la AFA y el campeón del mismo participará del próximo Torneo Federal de Fútbol Femenino.

## Formato de competición
El modo de disputa suele variar con frecuencia, consistiendo a veces en una fase regular clasificatoria a series de play off que deciden al campeón en una final, o bien en un torneo de todos contra todos a una sola rueda, cuyo ganador resulta ser el equipo que más puntos haya obtenido. 
Durante el 2016 se estableció la creación de una nueva segunda división. La "Primera B" estará integrada por siete equipos, mientras que la "Primera A" por los restantes diez.
En la actualidad, la temporada se divide en dos certámenes, el Apertura, disputado en el primer semestre del año, y el Clausura, puesto en juego en el segundo semestre. 
En temporadas anteriores, los equipos participantes se dividían en dos grupos (Zona A y Zona B), sorteados antes de iniciar el torneo, y se disputaba mediante el sistema de todos contra todos, a una sola rueda con fase clasificatoria. Los que finalizaban en los cuatro primeros lugares de cada grupo accedían a la etapa final, que tenía enfrentamientos cruzados entre zonas.
En 2025, el formato del Torneo Apertura es todos contra todos, a una sola rueda. Se desconoce el formato que tendrá el Clausura.

## Campos de juego
El imperio del clima frío y seco propio del este chubutense dificulta la manutención de campos de juego con superficie de césped, y si bien son siete los clubes que poseen canchas de este tipo (Germinal, Racing, Huracán, Dolavon, Gaiman, Guillermo Brown y Deportivo Madryn), la mayoría de los encuentros se disputan en canchas de tierra, debido a que usualmente los equipos que participan de torneos federales resguardan sus campos para estas competencias, trasladando sus cotejos liguistas a canchas auxiliares o directamente cediendo su localía. La mayoría de las ligas de la Patagonia se disputan predominantemente en terrenos de esta clase. Reglamentariamente se establece que las finales, cuando las hubiese, deben disputarse en terrenos de césped.
En 2013 se licitaron obras para la colocación de césped sintético en varias canchas de Chubut, entre ellas, canchas en Puerto Madryn, en Trelew y en Rawson, con esto, clubes como Alianza Fontana Oeste, Independiente y Defensores de La Ribera se verán beneficiados.

## Equipos participantes
Los equipos de los clubes en la siguiente tabla participan en la temporada 2025:
| Equipo                                        | Localidad     | Departamento | Fecha de fundación | Estadio                  | Capacidad |
| --------------------------------------------- | ------------- | ------------ | ------------------ | ------------------------ | --------- |
| Club Social y Deportivo Alianza Fontana Oeste | Puerto Madryn | Biedma       | 05/02/1990         | Luis Murúa               | 2.000     |
| Club Deportivo y Cultural Alumni              | Puerto Madryn | Biedma       | 12/10/1975         | La Carbonera             | ?         |
| Deportivo Atlas Asociación Civil              | Trelew        | Rawson       | 25/04/2016         | No posee                 | —         |
| Escuela de Fútbol Infantil Bichitos Colorados | Trelew        | Rawson       | 01/03/2012         | Sin nombre               | ?         |
| Club Empleados de Comercio                    | Trelew        | Rawson       | 22/05/1990         | 26 de Septiembre         | ?         |
| Club Defensores de La Ribera                  | Rawson        | Rawson       | 06/02/1974         | El Tehuelche             | 500       |
| Club Deportivo Defensores del Parque          | Rawson        | Rawson       | 26/05/1997         | Domingo Velásquez        | ?         |
| Club Social y Deportivo Madryn                | Puerto Madryn | Biedma       | 07/05/1924         | Abel Sastre              | 9.000     |
| Club Social y Deportivo Roca                  | Rawson        | Rawson       | 02/04/1988         | Sin nombre               | ?         |
| Club Social y Deportivo Dolavon               | Dolavon       | Gaiman       | 02/10/1925         | Monumental de Las Norias | 2.000     |
| Club Social Deportivo Huracán                 | Trelew        | Rawson       | 12/10/1945         | José Morat               | 500       |
| Gaiman Fútbol Club                            | Gaiman        | Gaiman       | 06/09/1942         | Villa Deportiva          | 4.000     |
| Club Atlético Germinal                        | Rawson        | Rawson       | 03/09/1922         | El Fortín                | 8.000     |
| Club Social y Atlético Guillermo Brown        | Puerto Madryn | Biedma       | 14/01/1945         | Raúl Conti               | 14.500    |
| Club Atlético Independiente                   | Trelew        | Rawson       | 30/08/1916         | Nacional '72             | 350       |
| Club Social y Deportivo Juan José Moreno      | Puerto Madryn | Biedma       | 04/01/1991         | Hernán Egurza            | 250       |
| Club Social y Deportivo Juan Manuel de Rosas  | Trelew        | Rawson       | 08/12/1988         | Polideportivo Sur        | ?         |
| Asociación Civil Racing Club                  | Trelew        | Rawson       | 27/10/1920         | Cayetano Castro          | 10.000    |

1. ↑  Popularmente conocido como Cementerio de la Patagonia. [37]
2. ↑  Compartido con Ever Ready.

## Clubes desafiliados o desaparecidos
| Equipo                               | Localidad | Departamento | Fecha de fundación | Estado      | Notas |
| ------------------------------------ | --------- | ------------ | ------------------ | ----------- | --- |
| Club Social y Deportivo Alberdi      | Trelew    | Rawson       | 29/03/1966         | Desafiliado | Última participación en 2015 (?). Su cancha se llama Camilo Artiles. |
| Club Atlético Ever Ready             | Trelew    | Rawson       | 11/08/2008         | Desafiliado | Última participación independiente en 2023. Comparte (¿compartió?) el Polideportivo Sur con Juan Manuel de Rosas Se fusionó temporalmente con Bichitos Colorados en 2024. |
| Club Social y Deportivo Los Aromos   | Trelew    | Rawson       | 01/03/1996         | Desafiliado | Última participación en 2021 (?). Su cancha es utilizada por el club Atlas.                                                                                               |
| Asociación Civil y Deportiva Mar-Che | Trelew    | Rawson       | 22/12/2002         | Desafiliado | Última participación en 2024 (?). Hacía de local en el Centro Deportivo Trelew (CeDeTre).                                                                                 |

### Otros equipos
También han participado otras instituciones que por distintos motivos ya no forman parte de la liga. Entre ellas están clubes que han sido campeones, como los gaimenses Argentino del Sud y Argentinos de Gaiman, los madrynenses Almirante Storni y Ferrocarril Patagónico y el trelewense Deportivo Soltex. No obstante, algunos de ellos continúan existiendo como clubes deportivos.
También han participado instituciones de Río Negro, más precisamente de Sierra Grande, quienes se unieron tras la disolución de su liga de origen. [cita requerida]
Gran parte de los inconvenientes que existen para la inclusión de los clubes provienen de las reglamentaciones actuales, como el hecho de tener que poseer cancha propia para ser afiliado o también el tener que presentar categorías juveniles. Algunas de estas normativas impidieron la participación de equipos como Barracas Central, de Puerto Madryn, en 2011.
En la siguiente lista, incompleta, se incluyen algunos de los clubes que alguna vez participaron de la Liga del Valle en alguna de sus categorías y que ya no lo hacen más. Actualmente algunos de estos toman parte de otra liga de fútbol que actúa en el Valle, no afiliada a la AFA, la Liga de Fútbol Independiente Mar y Valle.
Clubes de Trelew
- Florentino Ameghino
- Barrio Sur
- Deportivo Corradi
- Club Atlético Malvinas Argentinas
- Club Atlético Pamperito '86
- Club Deportivo Patagones
- Club Deportivo Patagones '81
- Club Atlético Pietrobelli
- Deportivo Soltex
- San Martín
- Comisión de Actividades Infantiles (Equipo filial de la CAI de Comodoro Rivadavia)
- Club Comandante Luis Priedrabuena (Equipo de la Base Aeronaval Almirante Zar)
- Juventud de Trelew
- Everton Club
- Trelew Athletic Club
- Don Bosco
- Parque Industrial
- Deportivo Gladys
- Fontana
- Barrio Oeste
- Progreso
- Los Olmos
- Comercio
- Las Heras
- Villa Italia
- La Caja
- Abel Amaya
- Planta de Gas
- Juventud Unida
- Deportivo Marquitos
- Universitario
- UOCRA
- Foderami
- Obremar Electronica
- T. Segundo

Clubes de Rawson
- Deportivo Español
- Juventus
- Nautilus Fútbol Club
- Olimpo
- San Martin
- Asociación Sportiva
- Rawson Fútbol Club
- Deportivo Rawson

Clubes de Puerto Madryn
- Ferrocarril Patagónico
- Almirante Storni
- Jorge Newbery
- Club Esperanza

Otros
- Argentinos del Sur
- Argentinos de Gaiman (efímera fusión entre Argentinos del Sud y Gaiman FC)
- Gimnasia y Esgrima de Gaiman (Posteriormente refundado y renombrado Argentinos del Sur)
- Caza y Pesca de Sierra Grande
- 28 de Julio
- Celta Argentino
- Defensores del Valle
- Defensores de Treorky
- Defensores de Fontana
- Defensores de Drofa Dulog
- Club Bryn Gwyn
- Club Villa Ines
- Estrella del Sur de La Angostura
- Las Águilas del Dique Florentino Ameghino

## Clásicos
Como en el resto de la Argentina y la mayoría de los países hispanohablantes, se denominan clásicos aquellos encuentros que enfrentan a clubes históricamente rivales y que concitan el mayor interés por parte de los aficionados. En la Liga del Valle son considerados clásicos los siguientes enfrentamientos:
| Denominación                     | Clubes rivales          | Clubes rivales         |
| -------------------------------- | ----------------------- | ---------------------- |
| Clásico de la Liga               | Germinal                | Racing Club (Trelew)   |
| Clásico del Golfo                | Deportivo Madryn        | Guillermo Brown        |
| Clásico de Rawson                | Defensores de La Ribera | Germinal               |
| Clásico de Trelew                | Independiente (Trelew)  | Racing Club (Trelew)   |
| Clásico de Trelew                | Huracán (Trelew)        | Racing Club (Trelew)   |
| Clásico de Trelew                | Huracán (Trelew)        | Independiente (Trelew) |
| Clásico del Valle                | Dolavon                 | Gaiman                 |
| Clásico de barrio                | Alianza Fontana Oeste   | Alumni                 |
| Clásico Deportivo Roca-El Parque | Defensores del Parque   | Deportivo Roca         |

## Campeones
El 27 de enero de 2025, bajo la presidencia de Javier Treuque, la Liga del Valle adoptó un inédito trabajo de revisionismo histórico y estadístico del fútbol regional, realizado por Nicolás Fischer. Como resultado, se oficializó por primera vez un total de 183 campeonatos disputados entre 1922 y 2024. De este modo, la Liga del Valle se convirtió en pionera en la puesta en valor de su historia.
| Año  | Campeonato          | Campeón                |
| ---- | ------------------- | ---------------------- |
| 1943 | Regional            | National Racing Club   |
| 1943 | Eliminatorio        | Deportivo Dolavon      |
| 1944 | Regional            | National Racing Club   |
| 1944 | Copa de Honor       | Independiente          |
| 1945 | Regional            | Germinal               |
| 1946 | Oficial             | Racing (T)             |
| 1946 | Copa de Honor       | Germinal               |
| 1947 | Oficial             | Guillermo Brown        |
| 1947 | Copa de Honor       | Germinal               |
| 1948 | Oficial             | Racing (T)             |
| 1949 | Oficial             | Deportivo Madryn       |
| 1950 | Oficial             | Independiente          |
| 1951 | Oficial             | Deportivo Madryn       |
| 1952 | Oficial             | Huracán (T)            |
| 1953 | Oficial             | Huracán (T)            |
| 1954 | Competencia         | Huracán (T)            |
| 1954 | Oficial             | Guillermo Brown        |
| 1955 | Competencia         | Huracán (T)            |
| 1955 | Oficial             | Huracán (T)            |
| 1956 | Competencia         | Deportivo Madryn       |
| 1956 | Oficial             | Huracán (T)            |
| 1957 | Competencia         | Racing (T)             |
| 1957 | Oficial             | Huracán (T)            |
| 1958 | Preparación         | Deportivo Madryn       |
| 1958 | Oficial             | Huracán (T)            |
| 1959 | Preparación         | Deportivo Madryn       |
| 1959 | Oficial             | Deportivo Madryn       |
| 1959 | Clausura            | Deportivo Madryn       |
| 1960 | Preparación         | Deportivo Madryn       |
| 1960 | Oficial             | Deportivo Madryn       |
| 1961 | Preparación         | Deportivo Madryn       |
| 1961 | Oficial             | Deportivo Madryn       |
| 1962 | Preparación         | Guillermo Brown        |
| 1962 | Oficial             | Deportivo Madryn       |
| 1963 | Preparación         | Guillermo Brown        |
| 1963 | Oficial             | Deportivo Madryn       |
| 1964 | Preparación         | Deportivo Madryn       |
| 1964 | Oficial             | Germinal               |
| 1965 | Preparación         | Independiente (T)      |
| 1965 | Oficial             | Huracán (T)            |
| 1966 | Preparación         | Independiente (T)      |
| 1966 | Oficial             | Germinal               |
| 1967 | Preparación         | Guillermo Brown        |
| 1967 | Oficial             | Guillermo Brown        |
| 1968 | Preparación         | Independiente (T)      |
| 1968 | Oficial             | Racing (T)             |
| 1969 | Preparación         | Ferrocarril Patagónico |
| 1969 | Oficial             | Racing (T)             |
| 1970 | Copa J. C. Buenader | Racing (T)             |
| 1970 | Preparación         | Racing (T)             |
| 1970 | Oficial             | Racing (T)             |
| 1971 | Copa J. C. Buenader | Germinal               |
| 1971 | Preparación         | Independiente (T)      |
| 1971 | Oficial             | Independiente (T)      |
| 1972 | Copa J. C. Buenader | Germinal               |
| 1972 | Preparación         | Germinal               |
| 1972 | Oficial             | Germinal               |
| 1973 | Copa J. C. Buenader | Huracán (T)            |
| 1973 | Preparación         | Independiente (T)      |
| 1973 | Oficial             | Huracán (T)            |
| 1974 | Copa J. C. Buenader | Germinal               |
| 1974 | Preparación         | Argentinos del Sur     |
| 1974 | Oficial             | Gaiman FC              |
| 1975 | Copa J. C. Buenader | Gaiman FC              |
| 1975 | Preparación         | Gaiman FC              |
| 1975 | Oficial             | Huracán (T)            |
| 1976 | Copa J. C. Buenader | Germinal               |
| 1976 | Preparación         | Independiente (T)      |
| 1976 | Oficial             | Gaiman FC              |
| 1977 | Copa J. C. Buenader | Gaiman FC              |
| 1977 | Preparación         | Huracán (T)            |
| 1977 | Oficial             | Huracán (T)            |
| 1978 | Preparación         | Huracán (T)            |
| 1978 | Oficial             | Gaiman FC              |
| 1979 | Preparación         | Huracán (T)            |
| 1979 | Oficial             | Racing (T)             |
| 1980 | Preparación         | Huracán (T)            |
| 1980 | Oficial             | Gaiman FC              |
| 1981 | Preparación         | Racing (T)             |
| 1981 | Oficial             | Deportivo Madryn       |
| 1982 | Preparación         | Racing (T)             |
| 1982 | Oficial             | Deportivo Madryn       |
| 1983 | Clasificatorio      | Germinal               |
| 1983 | Oficial             | Germinal               |
| 1984 | Clasificatorio      | Germinal               |
| 1984 | Oficial             | Independiente (T)      |
| 1985 | Clasificatorio      | Racing (T)             |
| 1985 | Oficial             | Racing (T)             |
| 1986 | Clasificatorio      | Racing (T)             |
| 1986 | Oficial             | Racing (T)             |
| 1987 | Copa Reencuentro    | Independiente (T)      |
| 1987 | Oficial             | Gaiman FC              |
| 1988 | Preparación         | Gaiman FC              |
| 1988 | Oficial             | Argentinos del Sur     |
| 1989 | Preparación         | Gaiman FC              |
| 1989 | Oficial             | Argentinos del Sur     |

| Año  | Campeonato                              | Campeón                                 |
| ---- | --------------------------------------- | --------------------------------------- |
| 1990 | Preparación                             | nulo                                    |
| 1990 | Oficial                                 | Racing (T)                              |
| 1991 | Apertura                                | Germinal                                |
| 1991 | Clausura                                | Germinal                                |
| 1992 | Copa Cincuentenario                     | Argentinos de Gaiman                    |
| 1992 | Clausura                                | Argentinos de Gaiman                    |
| 1993 | Apertura                                | Germinal                                |
| 1993 | Clausura                                | Germinal                                |
| 1994 | Apertura                                | Racing (T)                              |
| 1994 | Clausura                                | Racing (T)                              |
| 1995 | Apertura                                | Germinal                                |
| 1995 | Clausura                                | Germinal                                |
| 1996 | Apertura                                | Guillermo Brown                         |
| 1996 | Clausura                                | Germinal                                |
| 1997 | Apertura                                | Racing (T)                              |
| 1997 | Clausura                                | Racing (T)                              |
| 1998 | Apertura                                | Racing (T)                              |
| 1998 | Clausura                                | Deportivo Dolavon                       |
| 1999 | Apertura                                | Deportivo Soltex                        |
| 1999 | Clausura                                | Guillermo Brown                         |
| 2000 | Apertura                                | Racing (T)                              |
| 2000 | Clausura                                | Guillermo Brown                         |
| 2001 | Apertura                                | Guillermo Brown                         |
| 2001 | Clausura                                | Germinal                                |
| 2002 | Apertura                                | Germinal                                |
| 2002 | Clausura                                | Guillermo Brown                         |
| 2003 | Apertura                                | Deportivo Madryn                        |
| 2003 | Clausura                                | Almirante Storni                        |
| 2004 | Apertura                                | Germinal                                |
| 2004 | Clausura                                | Alumni                                  |
| 2005 | Apertura                                | Guillermo Brown                         |
| 2005 | Clausura                                | Defensores de La Ribera                 |
| 2006 | Apertura                                | Racing (T)                              |
| 2006 | Clausura                                | Deportivo Madryn                        |
| 2007 | Apertura                                | Deportivo Madryn                        |
| 2007 | Clausura                                | Huracán (T)                             |
| 2008 | Apertura                                | Germinal                                |
| 2008 | Clausura                                | Huracán (T)                             |
| 2009 | Apertura                                | Independiente (T)                       |
| 2009 | Clausura                                | Racing (T)                              |
| 2010 | Apertura                                | Defensores de La Ribera                 |
| 2010 | Clausura                                | Deportivo Madryn                        |
| 2010 | Octogonal                               | Racing (T)                              |
| 2011 | Apertura                                | Germinal                                |
| 2011 | Clausura                                | Huracán (T)                             |
| 2012 | Apertura                                | Racing (T)                              |
| 2012 | Clausura                                | JJ Moreno                               |
| 2013 | Apertura                                | Guillermo Brown                         |
| 2013 | Clausura                                | Deportivo Madryn                        |
| 2014 | Apertura                                | Huracán (T)                             |
| 2014 | Clausura                                | JJ Moreno                               |
| 2015 | Apertura                                | Germinal                                |
| 2015 | Clausura                                | Germinal                                |
| 2016 | Apertura                                | Deportivo Madryn                        |
| 2016 | Clausura                                | Germinal                                |
| 2017 | Apertura                                | Racing (T)                              |
| 2017 | Clausura                                | Germinal                                |
| 2018 | Apertura                                | Germinal                                |
| 2018 | Clausura                                | Racing (T)                              |
| 2019 | Apertura                                | Germinal                                |
| 2019 | Clausura                                | Gaiman FC                               |
| 2020 | Suspendido por la Pandemia de COVID-19. | Suspendido por la Pandemia de COVID-19. |
| 2021 | Apertura                                | Germinal                                |
| 2021 | Clausura                                | No se disputó                           |
| 2022 | Apertura                                | Defensores de La Ribera                 |
| 2022 | Clausura                                | Deportivo Madryn                        |
| 2023 | Apertura                                | Defensores de La Ribera                 |
| 2023 | Clausura                                | Independiente (T)                       |
| 2024 | Apertura                                | Guillermo Brown                         |
| 2024 | Clausura                                | JJ Moreno                               |
| 2025 | Apertura                                | Deportivo Madryn                        |

## Palmarés

### Por equipos
| Equipo                           | Ciudad        | Títulos | Años campeón |
| -------------------------------- | ------------- | ------- | --- |
| Racing Club                      | Trelew        | 37      | Campeonato 1926, Campeonato 1931, Campeonato 1934, Copa de Honor 1934, Copa Competencia 1937, Campeonato 1940, Campeonato 1942, Regional 1943, Oficial 1944, Oficial 1946, Oficial 1948, Torneo Competencia 1957, Oficial 1968, Oficial 1969, Copa Juan Carlos Buenader 1970, Preparación 1970, Oficial 1970, Oficial 1979, Preparación 1981, Preparación 1982, Clasificatorio 1985, Oficial 1985, Clasificatorio 1986, Oficial 1986, Oficial 1990, Apertura 1994, Clausura 1994, Apertura 1997, Clausura 1997, Apertura 1998, Apertura 2000, Apertura 2006, Clausura 2009, Octogonal 2010, Apertura 2012, Apertura 2017 y Clausura 2018.     |
| Germinal                         | Rawson        | 35      | Campeonato 1938, Oficial 1945, Copa de Honor 1946, Copa de Honor 1947, Oficial 1964, Oficial 1966, Copa Juan Carlos Buenader 1971, Copa Juan Carlos Buenader 1972, Preparación 1972, Oficial 1972, Copa Juan Carlos Buenader 1974, Copa Juan Carlos Buenader 1976, Clasificatorio 1983, Oficial 1983, Clasificatorio 1984, Preparación 1989, Preparación 1991, Clausura 1991, Apertura 1993, Clausura 1993, Apertura 1995, Clausura 1995, Clausura 1996, Clausura 2001, Apertura 2002, Apertura 2004, Apertura 2008, Apertura 2011, Apertura 2015, Clausura 2015, Clausura 2016, Clausura 2017, Apertura 2018, Apertura 2019 y Apertura 2021. |
| Deportivo Madryn                 | Puerto Madryn | 27      | Campeonato 1935, Campeonato 1936, Campeonato 1937, Oficial 1949, Oficial 1951, Torneo Competencia 1956, Preparación 1958, Preparación 1959, Oficial 1959, Clausura 1959, Preparación 1960, Oficial 1960, Preparación 1961, Oficial 1961, Oficial 1962, Oficial 1963, Preparación 1964, Oficial 1981, Oficial 1982, Apertura 2003, Clausura 2006, Apertura 2007, Clausura 2010, Clausura 2013, Apertura 2016; Clausura 2022 y Clausura 2025. |
| Huracán                          | Trelew        | 20      | Oficial 1952, Oficial 1953, Torneo Competencia 1954, Torneo Competencia 1955, Oficial 1955, Oficial 1956, Oficial 1957, Oficial 1958, Oficial 1965, Copa Juan Carlos Buenader 1973, Oficial 1973, Oficial 1975, Oficial 1977, Preparación 1978, Preparación 1979, Preparación 1980, Clausura 2007, Clausura 2008, Clausura 2011 y Apertura 2014. |
| Independiente                    | Trelew        | 19      | Temporada de 1922, Campeonato 1930, Campeonato 1932, Campeonato 1933, Copa de Competencia 1933, Campeonato 1941, Copa de Honor 1944, Oficial 1950, Preparación 1965, Preparación 1966, Preparación 1968, Preparación 1971, Oficial 1971, Preparación 1973, Preparación 1976, Oficial 1984, Copa Reencuentro 1987, Apertura 2009 y Clausura 2023. |
| Guillermo Brown                  | Puerto Madryn | 14      | Oficial 1947, Oficial 1954, Preparación 1962, Preparación 1963, Preparación 1967, Oficial 1967, Apertura 1996, Clausura 1999, Clausura 2000, Apertura 2001, Clausura 2002, Apertura 2005, Apertura 2013 y Apertura 2024. |
| Gaiman FC                        | Gaiman        | 10      | Oficial 1974, Copa Juan Carlos Buenader 1975, Preparación 1975, Oficial 1976, Preparación 1977, Oficial 1978, Oficial 1980, Oficial 1987, Preparación 1988 y Clausura 2019. |
| Defensores de La Ribera          | Rawson        | 4       | Clausura 2005, Apertura 2010, Apertura 2022 y Apertura 2023. |
| Juan José Moreno                 | Puerto Madryn | 3       | Clausura 2012, Clausura 2014 y Clausura 2024. |
| Argentinos del Sur               | Gaiman        | 3       | Preparación 1974, Oficial 1988 y Oficial 1989. |
| Deportivo Dolavon                | Dolavon       | 2       | Eliminatorio 1943 y Clausura 1998. |
| Argentinos de Gaiman             | Gaiman        | 2       | Copa Cincuentenario 1992 y Oficial 1992. |
| Ferrocarril Patagónico           | Puerto Madryn | 1       | Preparación 1969. |
| Deportivo Soltex                 | Trelew        | 1       | Apertura 1999. |
| Almirante Storni                 | Puerto Madryn | 1       | Clausura 2003. |
| Club Deportivo y Cultural Alumni | Puerto Madryn | 1       | Clausura 2004. |

### Por Localidad
| Localidad     | Títulos |
| ------------- | ------- |
| Trelew        | 77      |
| Puerto Madryn | 47      |
| Rawson        | 39      |
| Gaiman        | 15      |
| Dolavon       | 2       |

## Campeones en las asociaciones anteriores[n 3]

### Sin asociación
| Año  | Campeonato    | Campeón       |
| ---- | ------------- | ------------- |
| 1922 | Temporada     | Independiente |
| 1923 | No se disputó | No se disputó |
| 1924 | No se disputó | No se disputó |
| 1925 | No se disputó | No se disputó |

### Asociación de Football del Chubut
| Año  | Campeonato | Campeón              |
| ---- | ---------- | -------------------- |
| 1926 | Campeonato | National Racing Club |
| 1927 | Campeonato | cancelado            |
| 1928 | Campeonato | No se disputó        |
| 1929 | Campeonato | No se disputó        |

### Asociación Deportiva del Chubut
| Año  | Campeonato          | Campeón              |
| ---- | ------------------- | -------------------- |
| 1930 | Campeonato          | Independiente        |
| 1930 | Copa de Competencia | cancelado            |
| 1931 | Campeonato          | National Racing Club |
| 1932 | Campeonato          | Independiente        |
| 1933 | Campeonato          | Independiente        |
| 1933 | Copa de Competencia | Independiente        |
| 1934 | Campeonato          | National Racing Club |
| 1934 | Copa de Honor       | National Racing Club |
| 1935 | Campeonato          | Club Atlético Madryn |
| 1936 | Campeonato          | Club Atlético Madryn |
| 1937 | Campeonato          | Club Atlético Madryn |
| 1937 | Copa de Competencia | National Racing Club |
| 1938 | Campeonato          | Germinal             |
| 1940 | Campeonato          | National Racing Club |
| 1941 | Campeonato          | Independiente        |
| 1942 | Campeonato          | National Racing Club |

## Representantes de la liga en torneos federales
Por iniciativa del político y dirigente deportivo Valentín Suárez, presidente de la AFA entre 1949 y 1953, e interventor de la misma entre 1966 y 1968, en 1967 se decide la creación del Campeonato Nacional de Fútbol, con el objeto de incluir a los equipos oriundos del interior del país a los certámenes de Primera División, hasta entonces exclusivos para divisas de la Capital Federal, Gran Buenos Aires y algunos clubes de la Provincia de Santa Fe y del interior de la Provincia de Buenos Aires. Para clasificar a los equipos del interior se instituye el Torneo Regional, que enfrenta a representantes (generalmente los campeones) de las distintas ligas regionales afiliadas al Consejo Federal de Fútbol. El primer equipo valletano en intervenir en competencias de carácter federal fue Germinal de Rawson, tomando parte del Torneo Regional 1967, siendo eliminado en la Primera Ronda por Villa Congreso de la ciudad de Viedma. El club que más veces participó del Torneo Regional fue Racing Club de Trelew, haciéndolo en 6 ocasiones. La actuación más destacada fue la de Independiente de Trelew, único club de la Liga del Valle en coronarse campeón del Torneo Regional, en 1972, logro que le permitió disputar el Campeonato Nacional 1972, única participación de una escuadra valletana en torneos de Primera División. Por su parte, Germinal alcanzó la Final del Torneo Regional en 1984, cayendo a manos de Ferro de General Pico.
En 1985 se produce una restructuración en el sistema de categorías del fútbol argentino. Se eliminan el Campeonato Nacional y el Torneo Regional. Se crea la Primera B Nacional, que remplaza a la Primera B (que se transforma a su vez en la Tercera División para los equipos directamente afiliados a la AFA), buscando que las entidades del fútbol del interior tengan una competencia regular de carácter nacional, con un sistema de ascensos y descensos. Para clasificar a estos clubes a la Primera B Nacional se establece el Torneo del Interior, inaugurándose en 1986. Racing Club fue el primer equipo valletano en disputar este campeonato, en la temporada 1986/87. Germinal fue el que más veces participó, haciéndolo durante tres temporadas consecutivas entre 1991 y 1994. En la temporada 1992/93 quedó a las puertas de la Final por el ascenso tras perder con San Miguel de la Provincia de Buenos Aires.
Para la temporada 1995/96 del fútbol argentino, el Torneo del Interior se transformó en el Torneo Argentino A, convirtiéndose en Tercera División regular, y por debajo suyo se creó el Torneo Argentino B, desde entonces la Cuarta División para los equipos indirectamente afiliados a la AFA. El primer club de la liga en participar del Argentino A fue Germinal. El equipo que más veces ha disputado la categoría es Guillermo Brown, con 10 participaciones, proclamándose campeón del Clausura 2007 de la temporada 2006/07 y de la temporada 2010/11, esta última valiéndole el ascenso a la Primera B Nacional. Brown es el único club liguista que ha participado de un torneo regular de Segunda División. Independiente fue el primer conjunto valletano en participar del Argentino B, en 1995/96. El que más veces compitió en dicha categoría es Deportivo Madryn, con 11 participaciones (todas ellas consecutivas). Las mejores actuaciones fueron las de Guillermo Brown y Deportivo Madryn, coronándose campeones en las temporadas 2002/03 y 2013/14 respectivamente, logrando el ascenso al Argentino A.
En la temporada 2004/05 se lleva adelante la regularización del Torneo Argentino B. Con dicho fin se reduce drásticamente la cantidad de equipos participantes y se establece un régimen de descensos y promociones para la categoría, a la vez que sea crea el Torneo del Interior (no confundir con el certamen de 3ª División predecesor del Torneo Argentino A), popularmente conocido como "Argentino C". Defensores de La Ribera de Rawson fue el primer combinado valletano en intervenir en este campeonato y el que más veces lo disputó (6 ocasiones).
Independiente de Trelew, Guillermo Brown, Deportivo Madryn, Juan José Moreno de Puerto Madryn y Germinal de Rawson son los cincoo únicos clubes pertenecientes a la Liga de Fútbol Valle del Chubut que han conquistado campeonatos organizados por el Consejo Federal de la AFA. Los primeros dos, además, son los únicos que han enfrentado en partidos oficiales a equipos de los denominados "grandes" de la Argentina (Independiente a San Lorenzo, Independiente de Avellaneda y River Plate, Brown a River Plate), además de otros campeones de Primera División como Rosario Central, Argentinos Juniors (Independiente y Brown), Vélez Sársfield, Lanús (Independiente), Chacarita, Huracán, Ferro, Quilmes (Brown y Madryn) y Gimnasia  de La Plata (Independiente, Brown y Madryn) y otros elencos tradicionales como  Atlanta (Independiente, Brown y Madryn) y Belgrano (Brown y Madryn).

### Participaciones por año en torneos federales
| Temporada | Categoría                                                                | Equipo/s                                                                                         |
| --------- | ------------------------------------------------------------------------ | ------------------------------------------------------------------------------------------------ |
| 1967      | Regional                                                                 | Germinal                                                                                         |
| 1968      | -                                                                        | No hubo                                                                                          |
| 1969      | Regional                                                                 | Racing Club                                                                                      |
| 1970      | Regional                                                                 | Racing Club                                                                                      |
| 1971      | -                                                                        | No hubo                                                                                          |
| 1972      | Regional Campeonato Nacional                                             | Independiente                                                                                    |
| 1973      | Regional                                                                 | Germinal                                                                                         |
| 1974      | Regional                                                                 | Huracán                                                                                          |
| 1975      | Regional                                                                 | Gaiman                                                                                           |
| 1976      | Regional                                                                 | Huracán                                                                                          |
| 1977      | Regional                                                                 | Gaiman                                                                                           |
| 1978      | Regional                                                                 | Gaiman                                                                                           |
| 1979      | Regional                                                                 | Huracán                                                                                          |
| 1980      | Regional                                                                 | Racing Club                                                                                      |
| 1981      | Regional                                                                 | Gaiman                                                                                           |
| 1982      | Regional                                                                 | Racing Club                                                                                      |
| 1983      | Regional                                                                 | Racing Club                                                                                      |
| 1984      | Regional                                                                 | Germinal                                                                                         |
| 1985      | Regional                                                                 | Germinal                                                                                         |
| 1985/86   | Regional                                                                 | Racing Club                                                                                      |
| 1986/87   | Torneo del Interior (3.ª División)                                       | Racing Club                                                                                      |
| 1987/88   | Torneo del Interior (3.ª División)                                       | Argentinos del Sud                                                                               |
| 1988/89   | Torneo del Interior (3.ª División)                                       | Gaiman                                                                                           |
| 1989/90   | Torneo del Interior (3.ª División)                                       | Argentinos del Sud                                                                               |
| 1990/91   | Torneo del Interior (3.ª División)                                       | Gaiman                                                                                           |
| 1991/92   | Torneo del Interior (3.ª División)                                       | Germinal                                                                                         |
| 1992/93   | Torneo del Interior (3.ª División)                                       | Germinal                                                                                         |
| 1993/94   | Torneo del Interior (3.ª División)                                       | Germinal                                                                                         |
| 1994/95   | Torneo del Interior (3.ª División)                                       | Racing Club                                                                                      |
| 1995/96   | Torneo Argentino A Torneo Argentino B                                    | Germinal Independiente                                                                           |
| 1996/97   | Torneo Argentino A Torneo Argentino B                                    | Germinal Racing Club                                                                             |
| 1997/98   | Torneo Argentino B                                                       | Germinal                                                                                         |
| 1998/99   | -                                                                        | No hubo                                                                                          |
| 1999/00   | Torneo Argentino B                                                       | Dolavon                                                                                          |
| 2000/01   | Torneo Argentino B                                                       | Guillermo Brown e Independiente                                                                  |
| 2001/02   | Torneo Argentino B                                                       | Guillermo Brown y Racing Club                                                                    |
| 2002/03   | Torneo Argentino B                                                       | Guillermo Brown y Germinal                                                                       |
| 2003/04   | Torneo Argentino A Torneo Argentino B                                    | Guillermo Brown Deportivo Madryn                                                                 |
| 2004/05   | Torneo Argentino A Torneo Argentino B Torneo del Interior (5.ª División) | Guillermo Brown Deportivo Madryn y Germinal Defensores de La Ribera                              |
| 2005/06   | Torneo Argentino A Torneo Argentino B Torneo del Interior (5.ª División) | Guillermo Brown Deportivo Madryn Germinal y CAI                                                  |
| 2006/07   | Torneo Argentino A Torneo Argentino B Torneo del Interior (5.ª División) | Guillermo Brown Deportivo Madryn y Racing Club Defensores de La Ribera                           |
| 2007/08   | Torneo Argentino A Torneo Argentino B Torneo del Interior (5.ª División) | Guillermo Brown Deportivo Madryn y Racing Club Huracán y Defensores de La Ribera                 |
| 2008/09   | Torneo Argentino A Torneo Argentino B Torneo del Interior (5.ª División) | Guillermo Brown Deportivo Madryn y Racing Club Germinal, Huracán y Defensores de La Ribera       |
| 2009/10   | Torneo Argentino A Torneo Argentino B Torneo del Interior (5.ª División) | Guillermo Brown Deportivo Madryn Racing Club y Defensores de La Ribera                           |
| 2010/11   | Torneo Argentino A Torneo Argentino B Torneo del Interior (5.ª División) | Guillermo Brown Deportivo Madryn Racing Club, Germinal e Independiente                           |
| 2011/12   | Primera B Nacional Torneo Argentino B Torneo del Interior (5.ª División) | Guillermo Brown Deportivo Madryn y Racing Club Germinal, Huracán y Defensores de La Ribera       |
| 2012/13   | Torneo Argentino A Torneo Argentino B                                    | Guillermo Brown Deportivo Madryn, Racing Club y Germinal                                         |
| 2013/14   | Torneo Argentino A Torneo Argentino B                                    | Guillermo Brown Deportivo Madryn, Racing Club y Germinal                                         |
| 2014      | Torneo Federal A Torneo Federal B                                        | Guillermo Brown y Deportivo Madryn Germinal                                                      |
| 2015      | Primera B Nacional Torneo Federal A Torneo Federal B                     | Guillermo Brown Deportivo Madryn Germinal y Racing Club                                          |
| 2016      | Primera B Nacional Torneo Federal A Torneo Federal B Torneo Federal C    | Guillermo Brown Deportivo Madryn Racing Club J.J. Moreno y Huracán                               |
| 2016/17   | Primera B Nacional Torneo Federal A Torneo Federal B Torneo Federal C    | Guillermo Brown Deportivo Madryn Germinal y Racing Club Independiente y J.J. Moreno              |
| 2017/18   | Primera B Nacional Torneo Federal A Torneo Federal B Torneo Federal C    | Guillermo Brown Deportivo Madryn Germinal, Racing Club y J.J. Moreno Ever Ready                  |
| 2018/19   | Primera B Nacional Torneo Federal A Torneo Regional Federal Amateur      | Guillermo Brown Deportivo Madryn Racing Club y J.J. Moreno                                       |
| 2019/20   | Primera B Nacional Torneo Federal A Torneo Regional Federal Amateur      | Guillermo Brown Deportivo Madryn Germinal y Defensores de La Ribera                              |
| 2020      | Primera B Nacional Torneo Federal A                                      | Guillermo Brown Deportivo Madryn                                                                 |
| 2021      | Primera B Nacional Torneo Federal A                                      | Guillermo Brown Deportivo Madryn                                                                 |
| 2022      | Primera B Nacional Torneo Regional Federal Amateur                       | Guillermo Brown y Deportivo Madryn J.J. Moreno, Germinal, Racing Club y Gaiman                   |
| 2023      | Primera B Nacional Torneo Regional Federal Amateur                       | Guillermo Brown y Deportivo Madryn Germinal, Defensores de La Ribera, Racing Club y J.J. Moreno  |
| 2024      | Primera B Nacional Torneo Federal A Torneo Regional Federal Amateur      | Guillermo Brown y Deportivo Madryn Germinal Defensores de La Ribera, Independiente y J.J. Moreno |

### Participaciones por equipo en torneos federales
| Equipo                                   | Ciudad        | Participaciones | Temporadas |
| ---------------------------------------- | ------------- | --------------- | --- |
| Germinal                                 | Rawson        | 25              | Regional 1967, Regional 1973, Regional 1984, Regional 1985, Torneo del Interior (3.ª División) 1991/92, Torneo del Interior (3.ª División) 1992/93, Torneo del Interior (3.ª División) 1993/94, Torneo Argentino A 1995/96, Torneo Argentino A 1996/97, Torneo Argentino B 1997/98, Torneo Argentino B 2002/03, Torneo Argentino B 2004/05, Torneo del Interior (5.ª División) 2006, Torneo del Interior (5.ª División) 2009, Torneo del Interior (5.ª División) 2011, Torneo del Interior (5.ª División) 2012, Torneo Argentino B 2012/13, Torneo Argentino B 2013/14, Torneo Federal B 2014, Torneo Federal B 2015, Torneo Federal B Complementario 2016, Torneo Federal B 2017, Torneo Regional Federal Amateur 2020, Torneo Regional Federal Amateur 2021-22, Torneo Regional Federal Amateur 2022-23 |
| Racing Club                              | Trelew        | 25              | Regional 1969, Regional 1970, Regional 1980, Regional 1982, Regional 1983, Regional 1985/86, Torneo del Interior (3ª División) 1986/87, Torneo del Interior (3.ª División) 1994/95, Torneo Argentino B 1996/97, Torneo Argentino B 2001/02, Torneo Argentino B 2006/07, Torneo Argentino B 2007/08, Torneo Argentino B 2008/09, Torneo del Interior (5.ª División) 2010, Torneo del Interior (5.ª División) 2011, Torneo Argentino B 2011/12, Torneo Argentino B 2012/13, Torneo Argentino B 2013/14, Torneo Federal B 2015, Torneo Federal B 2016, Torneo Federal B Complementario 2016, Torneo Federal B 2017, Torneo Regional Federal Amateur 2019, Torneo Regional Federal Amateur 2021-22, Torneo Regional Federal Amateur 2022-23                                                                   |
| Guillermo Brown                          | Puerto Madryn | 24              | Torneo Argentino B 2000/01, Torneo Argentino B 2001/02, Torneo Argentino B 2002/03, Torneo Argentino A 2003/04, Torneo Argentino A 2004/05, Torneo Argentino A 2005/06, Torneo Argentino A 2006/07, Torneo Argentino A 2007/08, Torneo Argentino A 2008/09, Torneo Argentino A 2009/10, Torneo Argentino A 2010/11, Primera B Nacional 2011/12, Torneo Argentino A 2012/13, Torneo Argentino A 2013/14, Torneo Federal A 2014, Primera B Nacional 2015, Primera B Nacional 2016, Primera B Nacional 2016/17, Primera B Nacional 2017/18, Primera B Nacional 2018/19, Primera B Nacional 2019/20, Transición de Primera B Nacional 2020, Primera Nacional B 2021, Primera B Nacional 2022 |
| Deportivo Madryn                         | Puerto Madryn | 21              | Torneo Argentino B 2003/04, Torneo Argentino B 2004/05, Torneo Argentino B 2005/06, Torneo Argentino B 2006/07, Torneo Argentino B 2007/08, Torneo Argentino B 2008/09, Torneo Argentino B 2009/10, Torneo Argentino B 2010/11, Torneo Argentino B 2011/12, Torneo Argentino B 2012/13, Torneo Argentino B 2013/14, Torneo Federal A 2014, Torneo Federal A 2015, Torneo Federal A 2016, Torneo Federal A 2016/17, Torneo Federal A 2017/18, Torneo Federal A 2018/19, Torneo Federal A 2019/20, Transición Federal A 2020, Torneo Federal A 2021, Primera B Nacional 2022 |
| Defensores de La Ribera                  | Rawson        | 8               | Torneo del Interior (5.ª División) 2005, Torneo del Interior (5.ª División) 2007, Torneo del Interior (5.ª División) 2008, Torneo del Interior (5.ª División) 2009, Torneo del Interior (5.ª División) 2010, Torneo del Interior (5.ª División) 2012, Torneo Regional Federal Amateur 2020, Torneo Regional Federal Amateur 2022-23 |
| Huracán                                  | Trelew        | 7               | Regional 1974, Regional 1976, Regional 1979, Torneo del Interior (5.ª División) 2008, Torneo del Interior (5.ª División) 2009, Torneo del Interior (5.ª División) 2012, Torneo Federal C 2016 |
| Gaiman                                   | Gaiman        | 7               | Regional 1975, Regional 1977, Regional 1978, Regional 1981, Torneo del Interior (3.ª División) 1988/89, Torneo del Interior (3.ª División) 1990/91, Torneo Regional Federal Amateur 2021-22 |
| Independiente                            | Trelew        | 6               | Regional 1972, Campeonato Nacional 1972, Torneo Argentino B 1995/96, Torneo Argentino B 2000/01, Torneo del Interior (5.ª División) 2011, Torneo Federal C 2017 |
| Club Social y Deportivo Juan José Moreno | Puerto Madryn | 6               | Torneo Federal C 2016, Torneo Federal C 2017, Torneo Federal B 2017, Torneo Regional Federal Amateur 2019, Torneo Regional Federal Amateur 2021-22, Torneo Regional Federal Amateur 2022-23 |
| Argentinos del Sud                       | Gaiman        | 2               | Torneo del Interior (3.ª División) 1987/88, Torneo del Interior (3.ª División) 1989/90 |
| Dolavon                                  | Dolavon       | 1               | Torneo Argentino B 1999/00 |
| Club Deportivo y Cultural Alumni         | Puerto Madryn | 1               | Torneo del Interior (5.ª División) 2005 |
| CAI                                      | Trelew        | 1               | Torneo del Interior (5.ª División) 2006 |
| Ever Ready                               | Trelew        | 1               | Torneo Federal C 2018 |

### Títulos por equipo en torneos federales
| Equipo           | Ciudad        | Títulos | Temporadas |
| ---------------- | ------------- | ------- | --- |
| Guillermo Brown  | Puerto Madryn | 4       | Torneo Argentino B 2002/03, Argentino A Torneo Clausura 2007, Torneo Argentino A 2010/11, Zona 1 del Torneo Federal A 2014 |
| Deportivo Madryn | Puerto Madryn | 2       | Torneo Argentino B 2013/14, Torneo Federal A 2021                                                                          |
| Independiente    | Trelew        | 1       | Regional 1972 |
| Juan José Moreno | Puerto Madryn | 1       | Torneo Federal C 2017 |
| Germinal         | Rawson        | 1       | Torneo Regional Federal Amateur 2022-23                                                                                    |

## Jugadores destacados

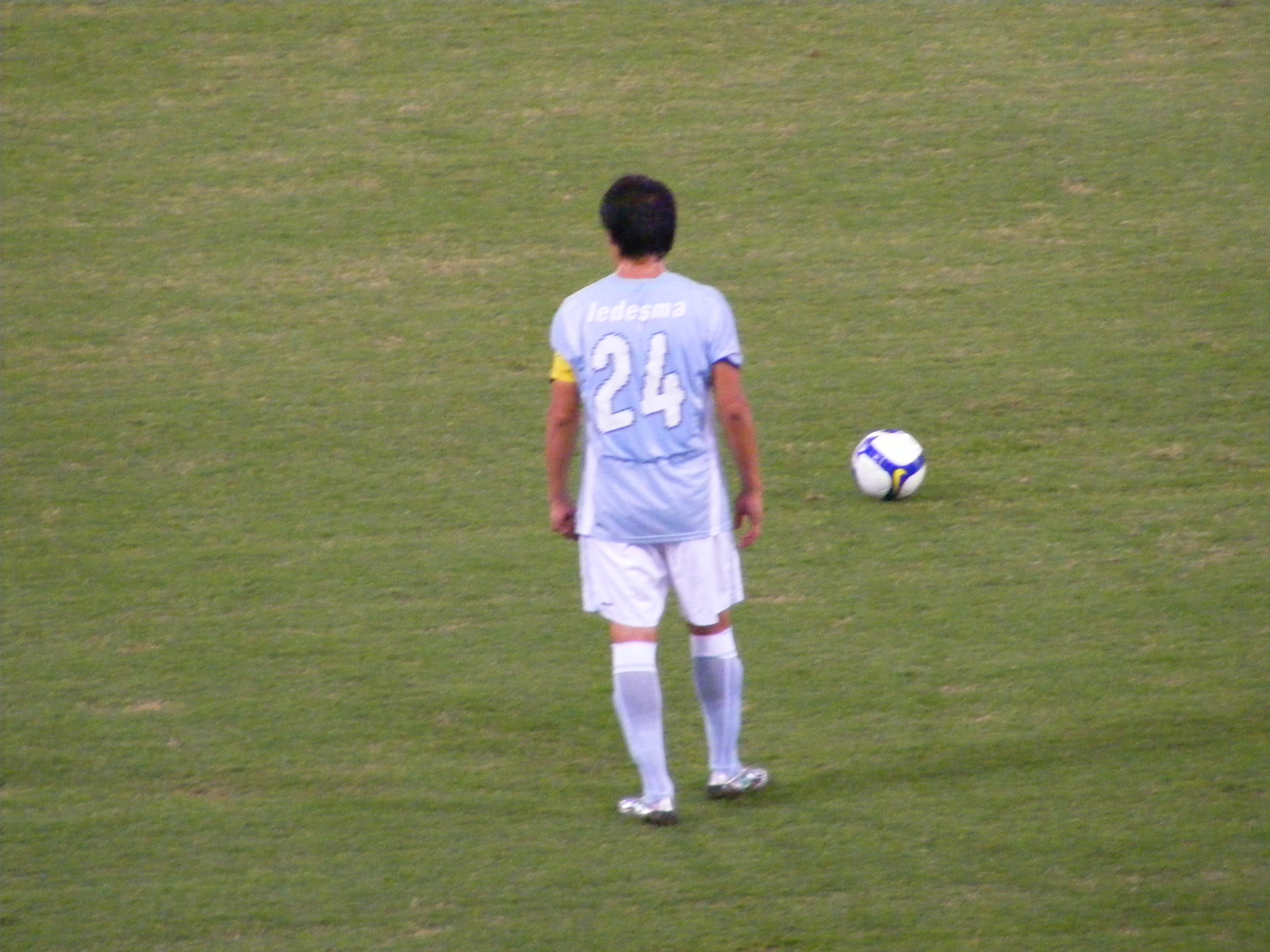
Cristian Ledesma, del semillero de Alumni, jugando para Lazio.

De las divisiones inferiores de distintos clubes participantes de la liga han surgido varios jugadores que alcanzaron reconocimiento nacional e internacional. Es el caso de Gabriel Calderón, Andrés Yllana, Sergio Bastida, Cristian Tula (todos ellos del club Germinal de Rawson), Gabriel Mercado, Martín Rolle, Mauro Fernández (los tres nacidos futbolísticamente en JJ. Moreno de Puerto Madryn, los últimos dos debutando en el club Guillermo Brown), Cristian Lema (formado en el club Guillermo Brown) de Puerto Madryn , Jeremias James, formado en Los Aromos, Juan Ignacio Antonio (CAI de Trelew), Pablo Morant (Racing Club de Trelew), Rubén Ferrer (Defensores de La Ribera de Rawson), y el argentino nacionalizado italiano Cristian Ledesma (del club Alumni de Puerto Madryn), entre otros.

## Fútbol femenino
El fútbol femenino comenzó a disputarse de manera oficial a mediados del 2014. Por iniciativa de Defensores de La Ribera, el primer certamen tuvo la participación de Independiente, Los Aromos, Barraca Central (Puerto Madryn), Defensores de la Ribera, Germinal, Alberdi, Racing, Deportivo Madryn, Ever Ready y Huracán, de los cuales, Independiente fue campeón. El segundo torneo fue para Deportivo Madryn, mientras que para el 2015 se sumó Alumni de Puerto Madryn, y Huracán sacó su equipo "B", aumentando en uno la cantidad de participantes, de 11 a 12.
En 2018 Germinal inscribe dos equipos, el equipo principal denominado simplemente «Germinal» y «Germinal Verde y Blanco». En el Torneo Apertura de ese año juegan doce equipos divididos en dos zonas.

### Historial de campeones
| Año  | Campeonato | Campeón          |
| ---- | ---------- | ---------------- |
| 2014 | Apertura   | Independiente    |
| 2014 | Clausura   | Deportivo Madryn |
| 2015 | Apertura   | Barraca Central  |
| 2015 | Clausura   | Barraca Central  |
| 2016 | Apertura   | Barraca Central  |
| 2016 | Clausura   | Barraca Central  |
| 2017 | Apertura   | Alumni           |
| 2017 | Clausura   | Alumni           |
| 2018 | Apertura   | J.J. Moreno      |
| 2018 | Clausura   | Huracán          |
| 2019 | Anual      | J.J. Moreno      |